# باشگاه فوتبال بیرشات ویلریج
بیرشات ویلریج یک باشگاه حرفه‌ای فوتبال است که در لیگ برتر فوتبال بلژیک اشتغال دارد.
این باشگاه در شهر آنتورپ بلژیک مستقر است.

## نام‌های پیشین
- KFCO Wilrijk
- FCO Beerschot Wilrijk
- Beerschot

## باشگاه‌های وابسته
باشگاه‌های زیر به بیرشات وابسته هستند:

- باشگاه فوتبال شفیلد یونایتد (۲۰۲۰–تاکنون)
- باشگاه فوتبال کرالا یونایتد (۲۰۲۰–تاکنون)
- باشگاه فوتبال الهلال یونایتد (۲۰۲۰–تاکنون)
- باشگاه فوتبال شاتورو (۲۰۲۰–تاکنون)